# El Abrojo
El Abrojo es un paraje del término municipal de Laguna de Duero (Valladolid), España, situado a unos dos kilómetros de dicha localidad. 
Pueden destacarse:
- Los restos del monasterio franciscano Scala Coeli (fundado en 1415),[1] que en su fase original tuvo como prelados responsables primero a fray Pedro de Villacreces y después a San Pedro Regalado.

- La ermita o capilla de San Pedro Regalado, en la que se celebra regularmente la festividad del santo el 13 de mayo.[2]

- En lo que fue Bosque Real, actualmente una urbanización, Isabel I de Castilla mandó construir un pabellón destinado al descanso de los monarcas, que fue utilizado por los Reyes Católicos, Carlos I de España y Felipe II, siendo conocido el conjunto como la casa real y bosque del Abrojo.[3][4]

En 1624 se incendiaron tanto el convento como el palacio, quedando destruidos. El monasterio fue reconstruido, pero sufrió posteriores deterioros y se conservan pocos elementos originales: restos de muros, la bodega, la fuente y el estanque.